# Oxosäuren
| Oxosäuren                                                |
| Hypochlorige Säure, eine halogenhaltige Oxosäure         |
| Phosphorsäure, eine anorganische Oxosäure                |
| Essigsäure, eine organische Oxosäure                     |
| Trifluormethansulfonsäure, eine schwefelhaltige Oxosäure |

Oxosäuren sind eine Klasse von sauer reagierenden chemischen Verbindungen, die aus Sauerstoff, Wasserstoff und mindestens einem weiteren Element bestehen. Als Säuregruppe tragen sie eine oder mehrere deprotonierbare Sauerstoff-Wasserstoff-Bindungen.
In der anorganischen Chemie werden anorganische Oxosäuren auch Sauerstoffsäuren genannt.

## Andere Bedeutungen
In der organischen Chemie wird Oxosäure auch als Kurzform für Oxocarbonsäuren verwendet, die Begriffe sind jedoch nicht synonym. Bei Oxocarbonsäuren bezieht sich Oxo- nicht auf den Sauerstoff in der Säuregruppe, sondern auf ein oder mehrere doppelt gebundene Sauerstoffatome (=O) als Substituenten im Kohlenstoffgerüst. Da ihre Carboxygruppe eine deprotonierbare Sauerstoff-Wasserstoff-Bindung enthält, sind sie zugleich Oxosäuren.